# Lasse Ottesen
Pour les articles homonymes, voir Ottesen.
Lasse Ottesen (né le 8 avril 1974 à Oslo) était un sauteur à ski norvégien. Il est désormais coordinateur du combiné nordique à la fédération internationale de ski.

## Palmarès

### Jeux olympiques
| Épreuve / Édition | Albertville 1992 | Lillehammer 1994 | Nagano 1998 |
| Petit Tremplin    | 45e              | Argent           |             |
| Grand Tremplin    | 45e              | 6e               | 10e         |
| Par Equipes       |                  | 4e               | 4e          |

### Championnats du monde
| Épreuve / Édition | Falun 1993 | Thunder Bay 1995 | Trondheim 1997 | Ramsau 1999 |
| Petit Tremplin    | 52e        | 19e              | 24e            | 15e         |
| Grand Tremplin    |            | 28e              |                | 22e         |
| Par Equipes       |            |                  | 5e             |             |

### Championnats du monde de vol à ski
| Épreuve / Édition | Planica 1994 | Kulm 1996 | Oberstdorf 1998 | Vikersund 2000 |
| Individuel        | 5e           | 50e       | 5e              | 9e             |

### Coupe du monde
- Meilleur classement final: 9e en 1994.
- Meilleur résultat: 2e